# Symplecta sylleptor
Symplecta sylleptor är en tvåvingeart som först beskrevs av Alexander 1957.  Symplecta sylleptor ingår i släktet Symplecta och familjen småharkrankar. Inga underarter finns listade i Catalogue of Life.